# Brehy
Brehy es un municipio del distrito de Žarnovica en la región de Banská Bystrica, Eslovaquia, con una población estimada a final del año 2024 de 977 habitantes.
Se encuentra ubicado al noroeste de la región, en el valle del río Hron —un afluente izquierdo del Danubio— y cerca de la frontera con las regiones de Nitra y Trenčín.

## Demografía
| Año        | 1994 | 2004 | 2014    | 2024    |
| ---------- | ---- | ---- | ------- | ------- |
| Población  | 0    | 1118 | 1052    | 977     |
| Diferencia |      | –    | −5,90 % | −7,12 % |

| Año        | 2023 | 2024    |
| ---------- | ---- | ------- |
| Población  | 997  | 977     |
| Diferencia |      | −2,00 % |